# نينو باتسياشفيلي
نينو باتسياشفيلي هي لاعبة شطرنج جورجية حاصلة على لقب أستاذ كبير، ولدت في 1 يناير 1987.

## روابط خارجية
- نينو باتسياشفيلي على موقع الاتحاد الدولي للشطرنج (الإنجليزية)
- نينو باتسياشفيلي على موقع مباريات الشطرنج (الإنجليزية)
- نينو باتسياشفيلي على موقع 365Chess.com (الإنجليزية)
- نينو باتسياشفيلي على موقع Chesstempo.com (الإنجليزية)
- نينو باتسياشفيلي سجل أولمبياد الشطرنج للسيدات على موقع OlimpBase.org (الإنجليزية)